# Wilson County, Texas
Wilson County är ett administrativt område i delstaten Texas, USA, med 42 918 invånare. Den administrativa huvudorten (county seat) är Floresville. 

## Geografi
Enligt United States Census Bureau har countyt en total area på 2 094 km². 2 090 av den arean är land och 4 km² är vatten.  

### Angränsande countyn
- Guadalupe County - norr
- Gonzales County - nordost
- Karnes County - sydost
- Atascosa County - sydväst
- Bexar County - nordväst